# Suryaraopeta
Suryaraopeta is een census town in het district NTR van de Indiase staat Andhra Pradesh. 

## Demografie
Volgens de Indiase volkstelling van 2001 wonen er 19175 mensen in Suryaraopeta, waarvan 50% mannelijk en 50% vrouwelijk is. De plaats heeft een alfabetiseringsgraad van 76%. 